# The Empyrean
A The Empyrean John Frusciante kilencedik szólóalbuma, amely 2009. január 20-án került a boltokba.

## Számlista
Minden szám John Frusciante szerzeménye.
1. "Before the Beginning" - 9:09
2. "Song to the Siren" (Tim Buckley, Larry Beckett) - 3:33
3. "Unreachable" - 6:10
4. "God" - 3:23
5. "Dark/Light" - 8:30
6. "Heaven" - 4:03
7. "Enough of Me" - 4:14
8. "Central" - 7:16
9. "One More of Me" - 4:06
10. "After the Ending" - 3:38

Japán bónusz
1. "Today" - 4:38
2. "Ah Yom" - 3:17

## Felvételek
- John Frusciante – ének, elektromos gitár, akusztikus gitár, piano, basszusgitár, szintetizátor, dob
- Josh Klinghoffer – electric piano, dob, orgona, piano, szintetizátor, vokál
- Flea – "Unreachable," "God," "Heaven," "Enough of Me," "Today," és "Ah Yom"
- Johnny Marr – elektromos gitár az "Enough of Me" című számban és akusztikus gitár a "Central" című számban.
- Donald Taylor és a New Dimension énekesek - vokál
- Sonus Quartet
- Ryan Hewitt
- Adam Samuels
- Dave Lee
- Anthony Zamora

## Toplisták
| Toplisták (2009)  | Helyezés |
| ----------------- | -------- |
| Dutch Album Chart | 61       |
| Swiss Album Chart | 57       |
| US Billboard 200  | 151      |